# Mario Golf
Mario Golf är en TV-spelserie till Nintendos konsoler. Det första spelet släpptes till Nintendo Entertainment System och hade då ej fått namnet Mario Golf än, utan hette bara Golf. Det första spelet som hette Mario Golf var Mario Golf till Nintendo 64.

## Gameplay
I Mario Golf, precis som namnet talar för, spelas helt enkelt sporten golf, med olika Mario-karaktärer. Banorna har oftast teman från andra Mario-spel.

## Spel
| Spel                       | Konsol                        | Datum      | Datum      | Datum      | Datum      |
| -------------------------- | ----------------------------- | ---------- | ---------- | ---------- | ---------- |
| Golf                       | Nintendo Entertainment System | 1986-11-15 | 1985-10-?? | 1984-05-01 | ej släppt  |
| Golf                       | PlayChoice-10                 | ?          | 1985-??-?? | ?          | ?          |
| Golf: Japan Course         | Famicom Disk System           | ej släppt  | ej släppt  | 1987-02-21 | ej släppt  |
| Golf: US Course            | Famicom Disk System           | ej släppt  | ej släppt  | 1987-06-14 | ej släppt  |
| Golf: Japan Course (Gold)  | Famicom Disk System           | ej släppt  | ej släppt  | 1987-07-?? | ej släppt  |
| Golf: US Course (Gold)     | Famicom Disk System           | ej släppt  | ej släppt  | 1987-09-?? | ej släppt  |
| Golf                       | Game Boy                      | 1990-??-?? | 1990-02-?? | 1989-11-28 | ej släppt  |
| Mario's Open Golf          | PlayChoice-10                 | ?          | 1991-??-?? | ?          | ?          |
| NES Open Tournament Golf   | Nintendo Entertainment System | 1992-06-18 | 1991-09-?? | 1991-09-20 | ej släppt  |
| Mario Golf                 | Nintendo 64                   | 1999-09-14 | 1999-07-30 | 1999-06-11 | ej släppt  |
| Mario Golf                 | Game Boy Color                | 1999-10-26 | 1999-10-?? | 1999-08-10 | ej släppt  |
| Mobile Golf                | Game Boy Color                | ej släppt  | ej släppt  | 2001-05-11 | ej släppt  |
| Mario Golf: Toadstool Tour | GameCube                      | 2004-06-17 | 2003-07-29 | 2003-09-05 | 2004-02-?? |
| Mario Golf: Advance Tour   | Game Boy Advance              | 2004-09-17 | 2004-06-22 | 2004-04-22 | ej släppt  |
| Mario Golf: World Tour     | Nintendo 3DS                  | 2014-05-02 | 2014-05-02 | 2014-05-01 | 2014-05-03 |
| Mario Golf: Super Rush     | Nintendo Switch               | 2021-06-25 | 2021-06-25 | 2021-06-25 | 2021-06-25 |